# Хаїм Перельман
Хаїм Перельман (фр. Chaïm Perelman 20 травня 1912, Варшава — 22 січня 1984, Брюссель) — бельгійський учений, філософ та доктор права. Його вважають одним із основоположників сучасної риторики й одним із найвидатніших теоретиків аргументації XX століття.

## З життєпису
Народився в єврейській родині, яка у 1925 емігрувала з Варшави до Антверпена (Бельгія). Навчався у Брюссельському вільному університеті.
Серед найважливіших праць — "Нова риторика: трактат з аргументації" (фр. Traité de l'argumentation: La nouvelle rhétorique 1958), створена спільно з Люсі Ольбрехт-Титекою.

## «Нова риторика: трактат з аргументації»

### Огляд
"Нова риторика" Х.Перельмана та Л.Ольбрехт-Титеки виникла внаслідок пошуку раціонального підґрунтя для аналізу дискурсу, пов’язаного із цінностями людини. Переконавшись, що принципи емпіризму та формальна логіка як спосіб наукового обгрунтування неспроможні забезпечити аналіз функціонування суджень про цінності, Перельман та Ольбрехт-Титека розпочали дослідження ціннісних обгрунтувань у текстах із різних сфер (юридичної, філософської, моралістичної, історичної тощо). Результат пошуку вчених знайшов відгук у античній традиції риторики, зокрема в аргументації Арістотеля. Давньогрецький вчений у своїх міркуваннях щодо аргументації виділяв, окрім формальної логіки, зосередженої на аналітичному обгрунтуванні, неформальну логіку, яка ґрунтувалася на діалектичному обгрунтуванні. У такий спосіб, взявши діалектичну складову за основу, Перельман разом із Ольбрехт-Титекою  стверджували, що "лише через витриманий процес загальнодоступної аргументації пропозиції щодо цінностей та політик можуть бути випробувані та встановлені як достатньо ґрунтовні, або відкинуті як ті, яким бракує раціональних якостей". 

### Роль аудиторії
Процес аргументації, згідно з Х.Перельманом та Л.Ольбрехт-Титекою, на відміну від доводу, побудованого за системою правил формальної логіки, розглядався як акт взаємодії між оратором/автором та аудиторією. Аргументація, за словами вчених, "намагається досягнути прихильності думок, і, згідно з цим, передбачає встановлення інтелектуального контакту". У процесі взаємодії аудиторія також стає необхідним вихідним елементом як категорія адресата, з огляду на яку оратор/автор будує аргументи. У такий спосіб роль аудиторії поширюється на визначення напряму, а також ваги й ефективності аргументації. 

#### Типи аудиторії
Перельман та Ольбрехт-Титека розрізняють два типи аудиторії: конкретну та універсальну. До конкретної аудиторії відносяться ті, кому адресована промова чи текст. Звертаючись до конкретної аудиторії, оратор/автор прагне її переконати, апелюючи до практик та цінностей, носіями яких є ця аудиторія. Перельман пише, що хорошим способом перевірити чи аргумент є хорошим - використати його із конкретним співрозмовником. Поодинокий слухач деколи діє як ціла аудиторія опонентів, він ретельно слідкує за кожним кроком аргументації, вимагаючи пояснень та наводячи свої аргументи у відповідь. "Передбачається, що слухач має у своєму розпорядженні таку ж міркувальну силу, як і інші члени універсальної аудиторії". Таким чином, якщо наші аргументи матимуть успіх перед аудиторією одного, уважного критика, вони можуть бути готові до випробування універсальної аудиторії.  
Сам суб'єкт. Перельман та Ольбрехт хочуть звернути нашу увагу також на аудиторію себе. Само обмірковування є вирішальним для процесу вигадування аргументів. Важливо також аргументувати аргументи як обґрунтовані. Можна сказати, що «Я» - це перша аудиторія, дотримання якої шукається в аргументації.   
З огляду на те, що аргументи, які ґрунтуються на увіруваннях та цінностях конкретної групи можуть бути упередженими та неприйнятними для інших людей, Перельман та Ольбрехт Титека вводять категорію універсальної аудиторії. У теорії аргументації вчених універсальна аудиторія, на відміну від конкретної, постає як ментальний концепт, до якого належать усі раціональні особи. За посередництвом цієї аудиторії оратор/автор актуалізує роль об’єктивного та раціонального в аргументах, оцінює їх ґрунтовність, а також шукає способів досягнення прихильності думки адресатів, тобто запевнення. Як поняття універсальна аудиторія не визначається кількісним показником, вона може втілюватися і в одному співрозмовнику, що через дебати/критику допомагає оратору/автору осмислити слабкі сторони аргументу та оцінити кожен крок у процесі аргументації, і у постаті самого оратора/автора, що критично осмислює аргумент та щиро обґрунтовує свою думку.
Універсальна аудиторія складається з концепції оратора про всіх раціональних людей. Причини, адресовані цій аудиторії, мають бути переконливими. само собою зрозумілий і позачасовий, таким чином незалежний від місцевих проблем. Характер оратора відбивається у концепції, яку вона формує універсальної аудиторії. Конкретна аудиторія забезпечує перевірку кожного кроку в процесі міркувань. Мета дискурсу, адресованого цій аудиторії, не "виграти" дебати, а взяти участь у діалозі, що веде до розумного рішення. Співрозмовник може розглядатися як прояв усіх розумних людей, як екземпляр універсальної аудиторії. Самороздум розглядається як свого роду аргументація, а не як окрема пізнавальна діяльність. Ми використовуємо ті самі аргументи, щоб переконати інших, що ми використовуємо, щоб переконати себе. Таємниця особистого внутрішнього обговорення розглядається як запорука його щирості, оскільки ми не зацікавлені в обманюванні себе.

### Відправні точки аргументів
Оскільки метою аргументації Перельман та Ольбрехт-Титека визначають процес перенесення згоди щодо певних базових тверджень (відправних точок) до згоди щодо рішень та висновків, категорія відправних точок виступає важливим елементом, що функціонує як фундамент для конструкції аргументів. У своїй теорії вчені поділяють відправні точки на два класи:  
- Реальні (факти, правди, припущення);
- Бажані (цінності, ієрархії та пріоритетність);

За допомогою класу реальних відправних точок аргументів оратор/автор встановлює зв'язок із універсальною аудиторією. Натомість клас бажаних відправних точок аргументів узгоджується з конкретною аудиторією.

### Концепт «присутність»
Одим із завдань аргументації Х.Перельмана та Л.Ольбрехт-Титеки є встановлення присутності, або виявлення, фактів перед аудиторією. В основі встановлення присутності лежить ідея  виділення оратором/автором певної ідеї чи факту перед аудиторією з метою досягнення прихильності думок. Досвід, що отримує у процесі виявлення аудиторія є радше чуттєвим, а не раціональним, у якому за посередництвом оратора/автора адресати приходять у стан, де починають бачити відповідні факти чи відчувати правдивість ідеї.  

### Техніки аргументації
У «Новій риториці» Х.Перельман та Л.Ольбрехт-Титека виділяють такі основі техніки аргументації як асоціація (зв'язок) та дисоціація (роз'єднання). 

#### Асоціація
Техніка асоціації полягає у перенесенні сприйняття тверджень на висновки, встановленні зв’язку між відправною точкою та тезою. До основних видів аргументів асоціації належать: 
- Квазілогічні аргументи  Аргументи наближені до формальних доказів. Аргументи логічної або математичної природи. Відрізняються від формальних тим, що він завжди передбачає так звану “мовчазну згоду” аудиторії з неформальними посилами.

А) Побудовані на несумісності
Пр.: "Як можна бути проти абортів, але підтримувати смертну кару?"
Б) Тавтологічні твердження
Пр.: "Діти є діти".
В) Аргументи з дефініціями
Пр.: "Наркотики – вибір слабких".
Г) Включення і розділення (частина і ціле)
Пр.: "Якщо звинувачений діяв не через ревнощі, не через ненависть, не через користь, то він не мав мотива до вбивства".
- Аргументи, які ґрунтуються на структурі реальності Звернення до зв’язку між елементами дійсності. Це відносини послідовності, співіснування, символічного зв’язку, подвійної ієрархії. Для цього типу важливо те, що відносини, які розглядаються можуть не існувати в реальності. Все визначає зовнішня маніфестація цих відносин, віра аудиторії в об'єктивність таких структур або «мовчазну згоду» з оратором про їхню реальність.

А) Тип послідовності 
Пр.: "Смертну кару треба дозволити, бо вона уможливить зменшення злочинності" (оцінка дії через її наслідки).
Б) Тип співіснування
Пр.: "... є поганою людиною, бо краде" (зв’язок між людиною та дією).
- Аргументи, які «продукують» реальність
- Апеляція до окремого випадку. Окремий випадок може відтворювати різні функції: виступаючи як приклад, він робить можливим узагальнення. Як ілюстрація – підкріплює вже встановлене правило. Як зразок – спонукає до наслідування. Як анти зразок – відвернути від якоїсь поведінки.

А) Приклад (встановлює передбачення або правило)
Пр.: "Якщо смертна кара не допомогла зменшити злочинність у Техасі, навряд вона спряцює у Колорадо".
Б) Ілюстрація (ілюструє попередньо встановлене правило)
В) Модель (представлення моделі для наслідування)
Пр.: "Якосні хорошого вчителя є у …".
Г) Аналогія та метафора
Пр.: "Цей воїн стосовно інших людей є левом стосовно інших тварин".  

#### Дисоціація
Техніка дисоціації полягає у поділі однієї ідеї або концепту на частини для уникнення несумісності. Так, наприклад, концепт "життя" може бути поділений на "загальне" (включає усе живе) та "людське" (включає лише ті життєві форми, які мають фундаментальні людські якості, як-от свобода волі).